# Pripyat
Pripiate, Pripyat ou Prypyat (em ucraniano:  При́п'ять, Pryp’yat’; em russo:  При́пять, Pripyat’) é uma cidade fantasma no norte da Ucrânia, perto da fronteira com a Bielorrússia. Próximo à cidade fica a Usina Nuclear de Chernobil, lugar onde ocorreu o maior acidente nuclear da história, em abril de 1986.
A cidade documenta bem a era mais tardia da União Soviética, visto que os edifícios abandonados (de apartamentos, hospitais, etc.) ainda contêm objetos de antes da evacuação da cidade, como brinquedos, roupas e discos. A cidade em si e os arredores não são seguros como lugar de habitação, os cientistas supõem que os elementos radioativos mais perigosos precisarão de 900 anos para atingir níveis que permitam ao ser humano voltar a habitar a zona.
Entretanto, logo após o acidente nuclear, muitos se negaram a sair de lá e abandonarem as suas famílias e as suas casas, correndo enorme risco à saúde. À época da evacuação, a população de Pripyat era de aproximadamente 49 360 pessoas.

## História

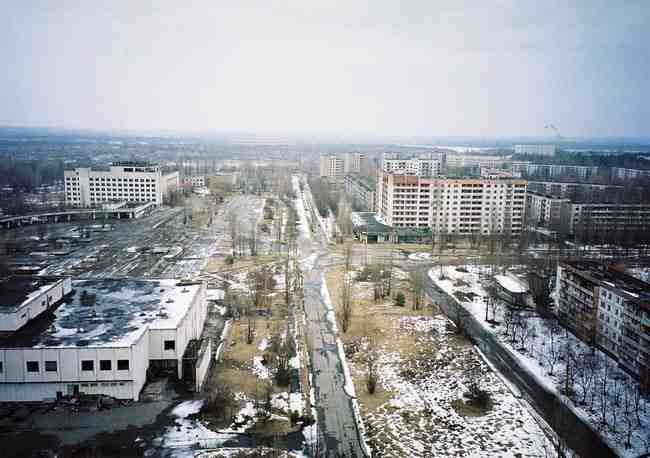
Foto de Prypiat no inverno

Pripyat foi fundada em 04 de fevereiro de 1970 com objetivo de abrigar os trabalhadores da Usina Nuclear de Chernobil. Foi oficialmente proclamada como uma cidade em 1979, porém foi abandonada em 1986, após o acidente nuclear de Chernobil.
Atualmente é considerada uma cidade fantasma.

### Evacuação
Após o acidente na Usina Nuclear de Chernobil em 26 de abril de 1986, toda a cidade de Pripyat foi evacuada em 27 de abril de 1986. Muitos militares colaboraram na limpeza da cidade e, por essa honra, receberam o título de liquidadores. Na primeira fase, 1 986 pessoas ajudaram entre maio e junho na limpeza do exterior dos edifícios e das estradas. No final de junho, cerca de 70% da limpeza estava concluída. Em dezembro, foi reservada a limpeza da poluição gerada pelo acidente.
Atualmente há na cidade cerca de três habitantes. Um pequeno número de pesquisadores, cientistas e membros do exército têm acesso à cidade. A entrada não autorizada é punível com pena de prisão. Os turistas que visitam a cidade têm licenças especiais.
A cidade tem muitos apartamentos, em que estão abandonados fotografias, brinquedos infantis, roupas e outros itens pessoais. Existem também restaurantes, parques, hospitais, escolas e ginásios abandonados. Devido ao atual estado da cidade, os fungos e as plantas cresceram dentro dos edifícios graças à umidade proveniente da neve derretida.

## Galeria

Pripyat atual
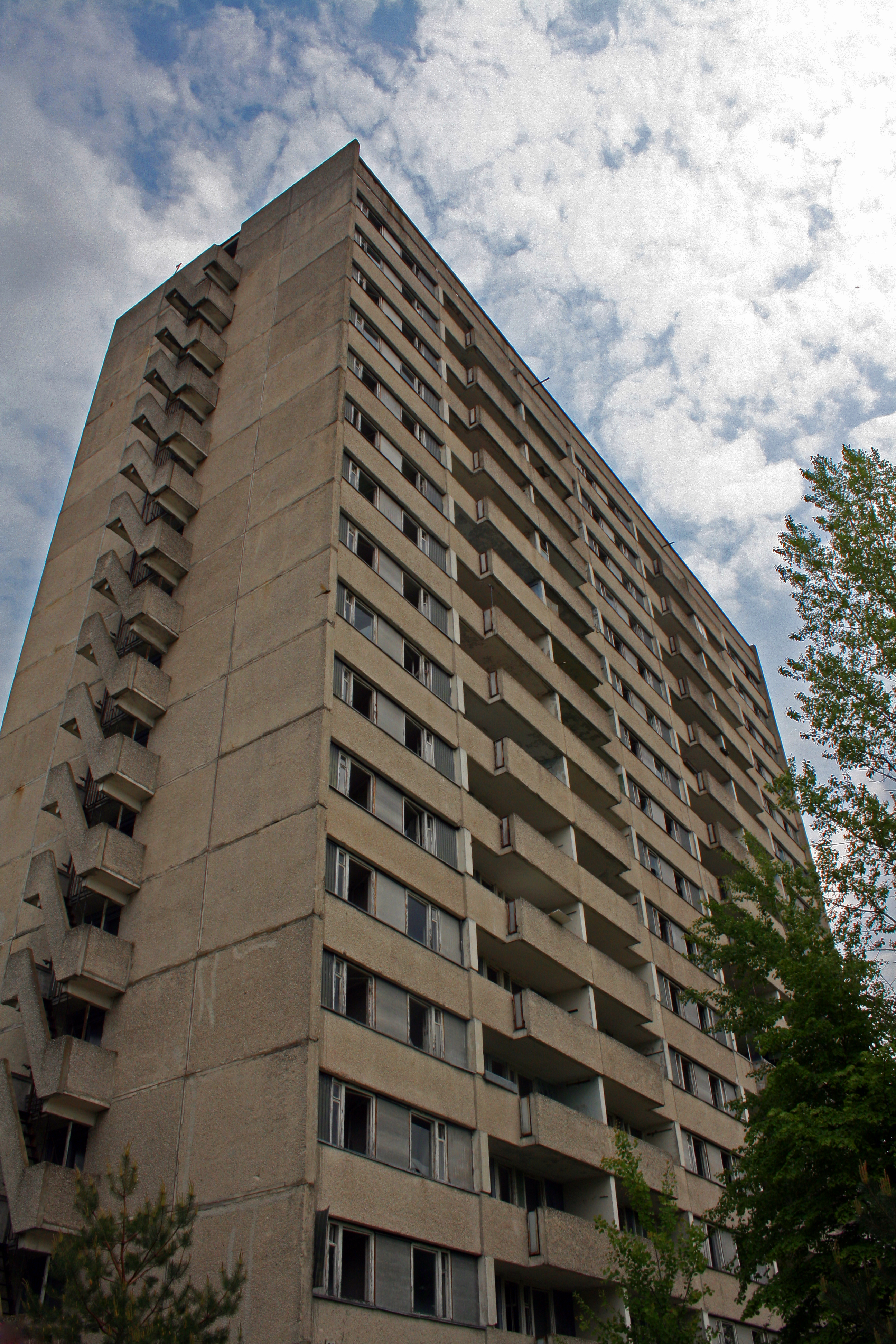
Edifício residencial
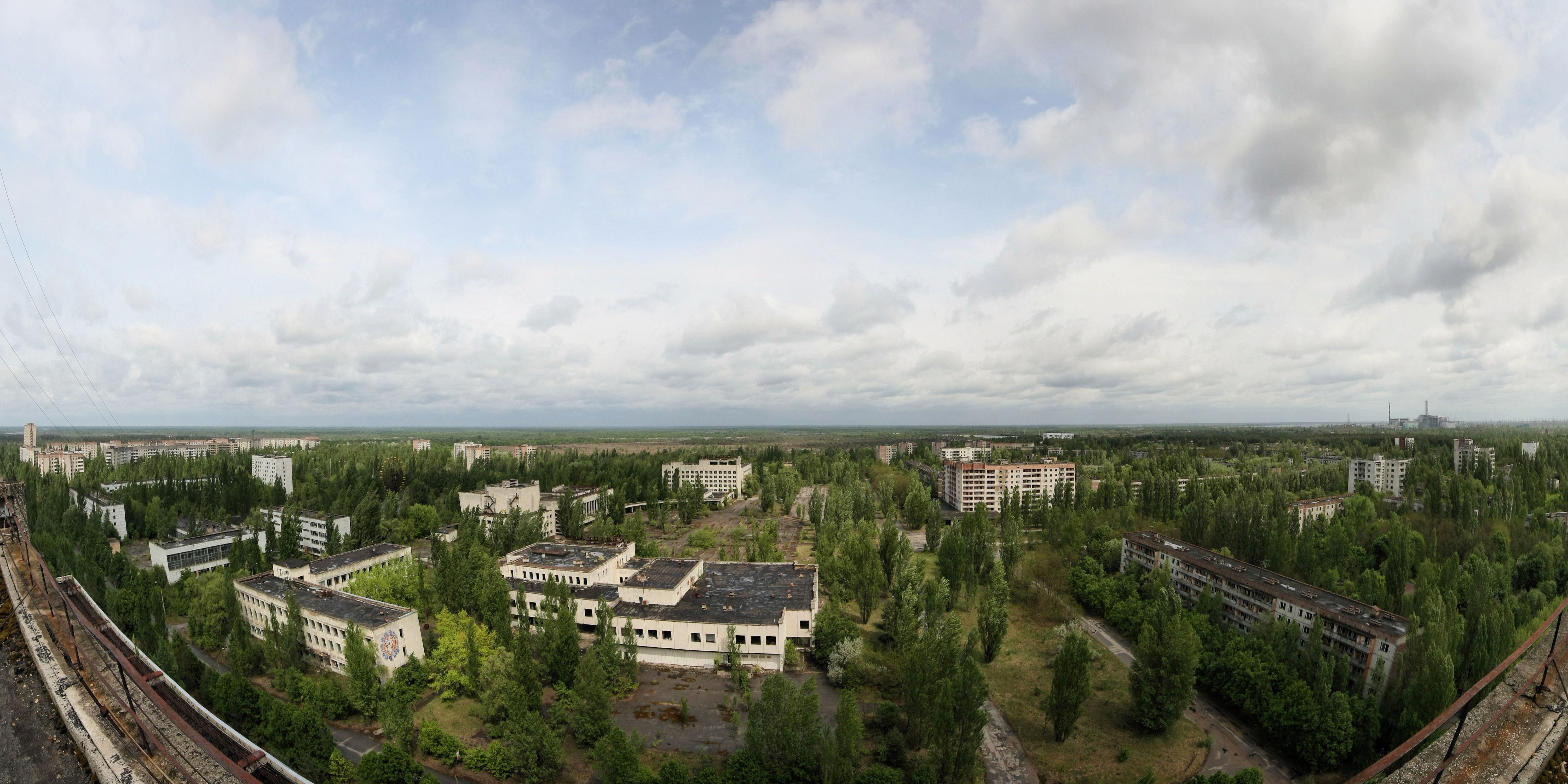
Vista da praça central
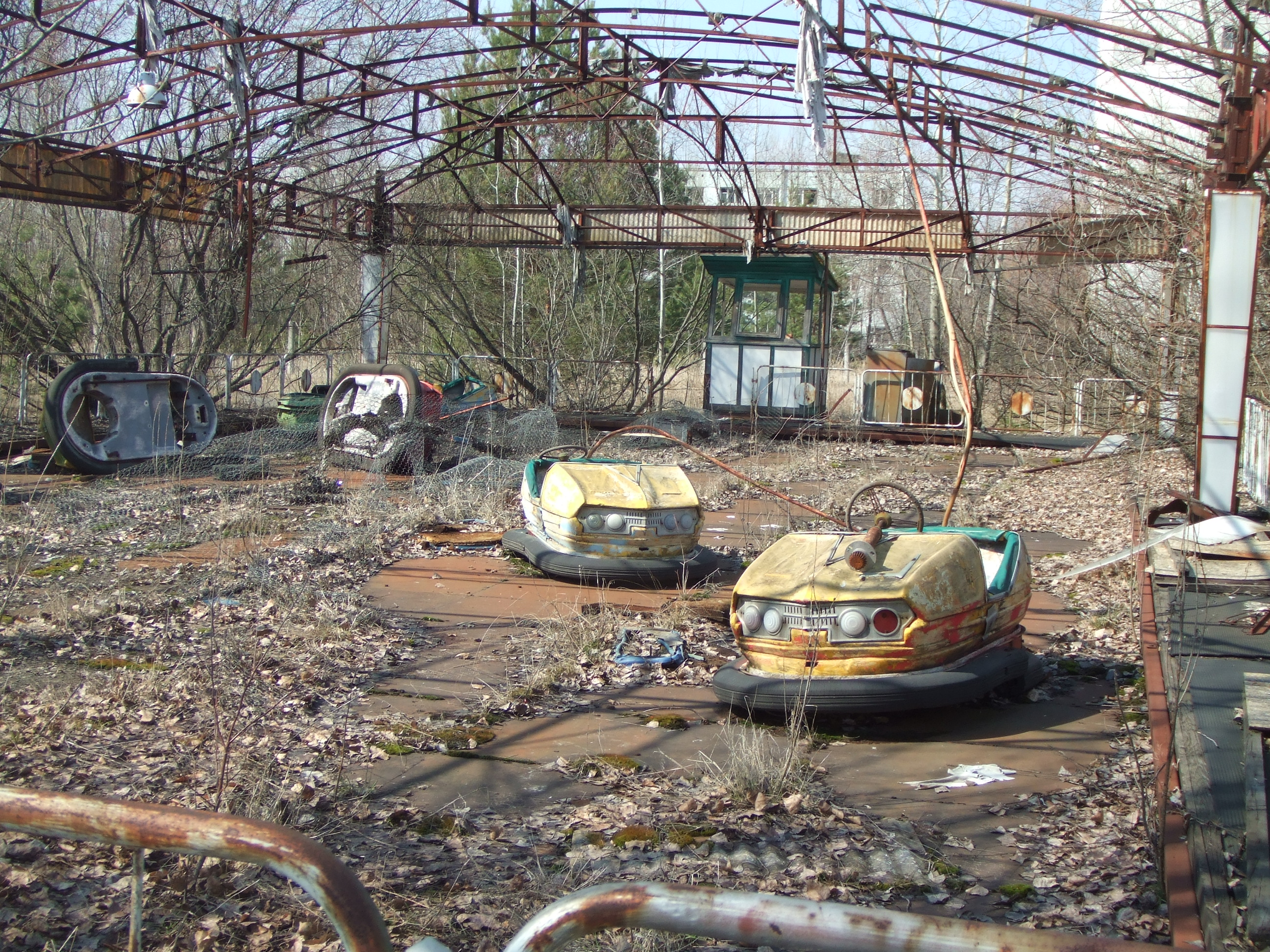
Carrinhos de bate-bate
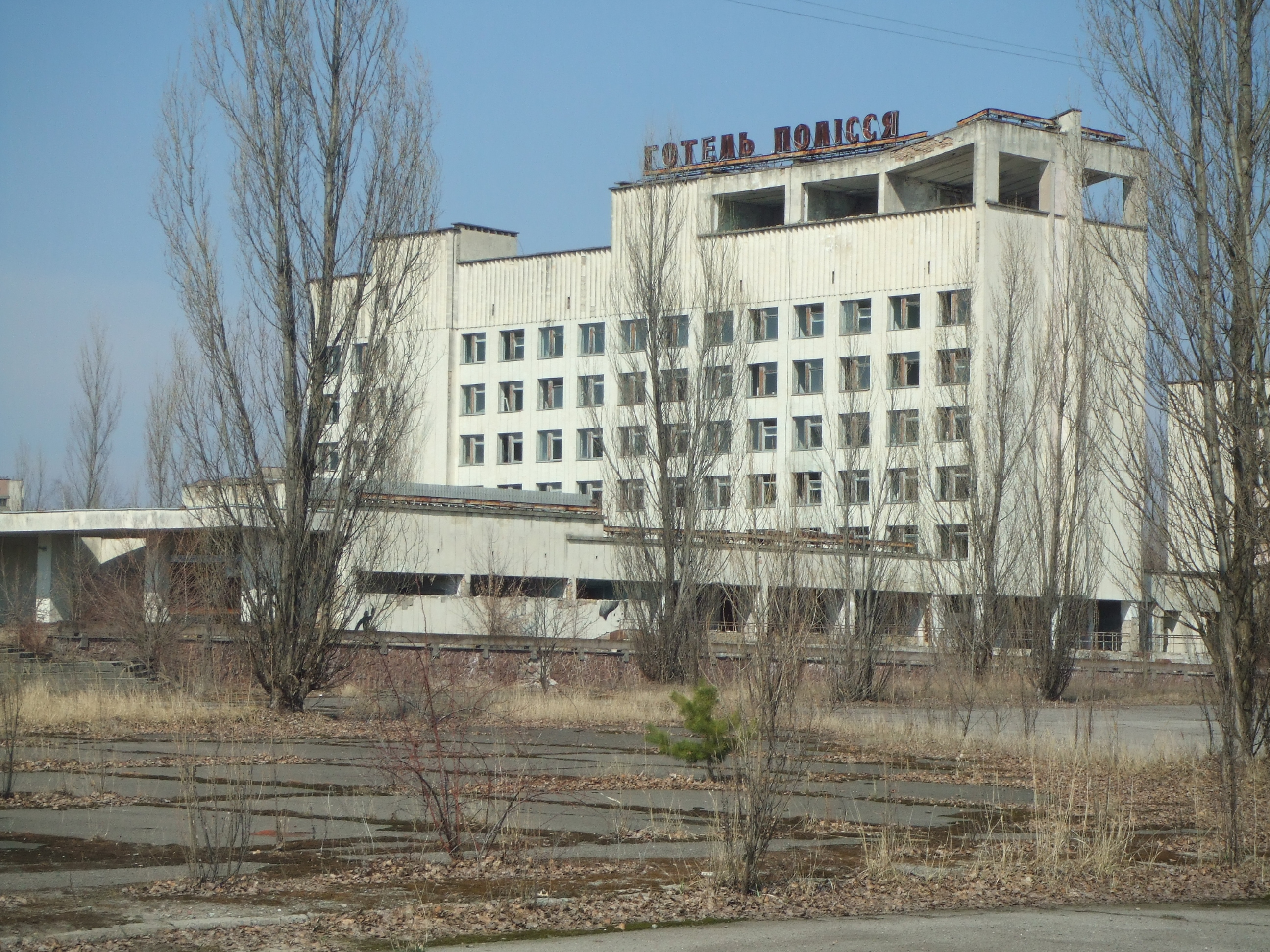
Hotel Polissia
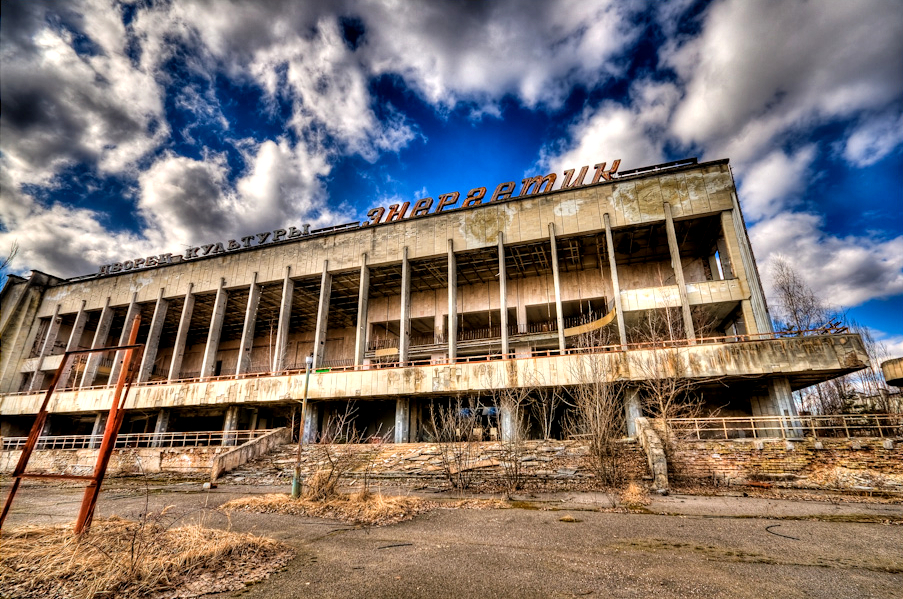
Palácio da Cultura
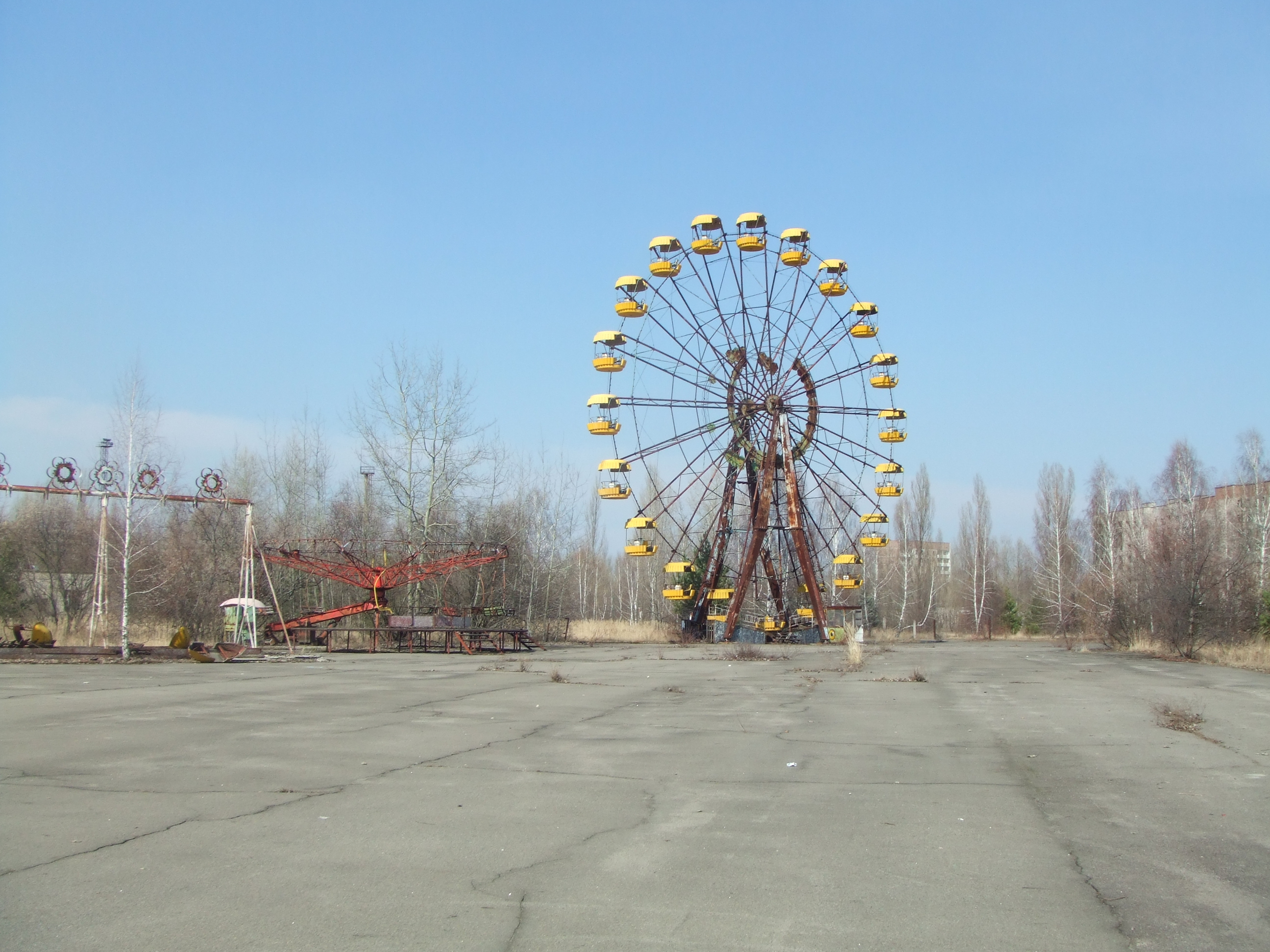
Roda-gigante
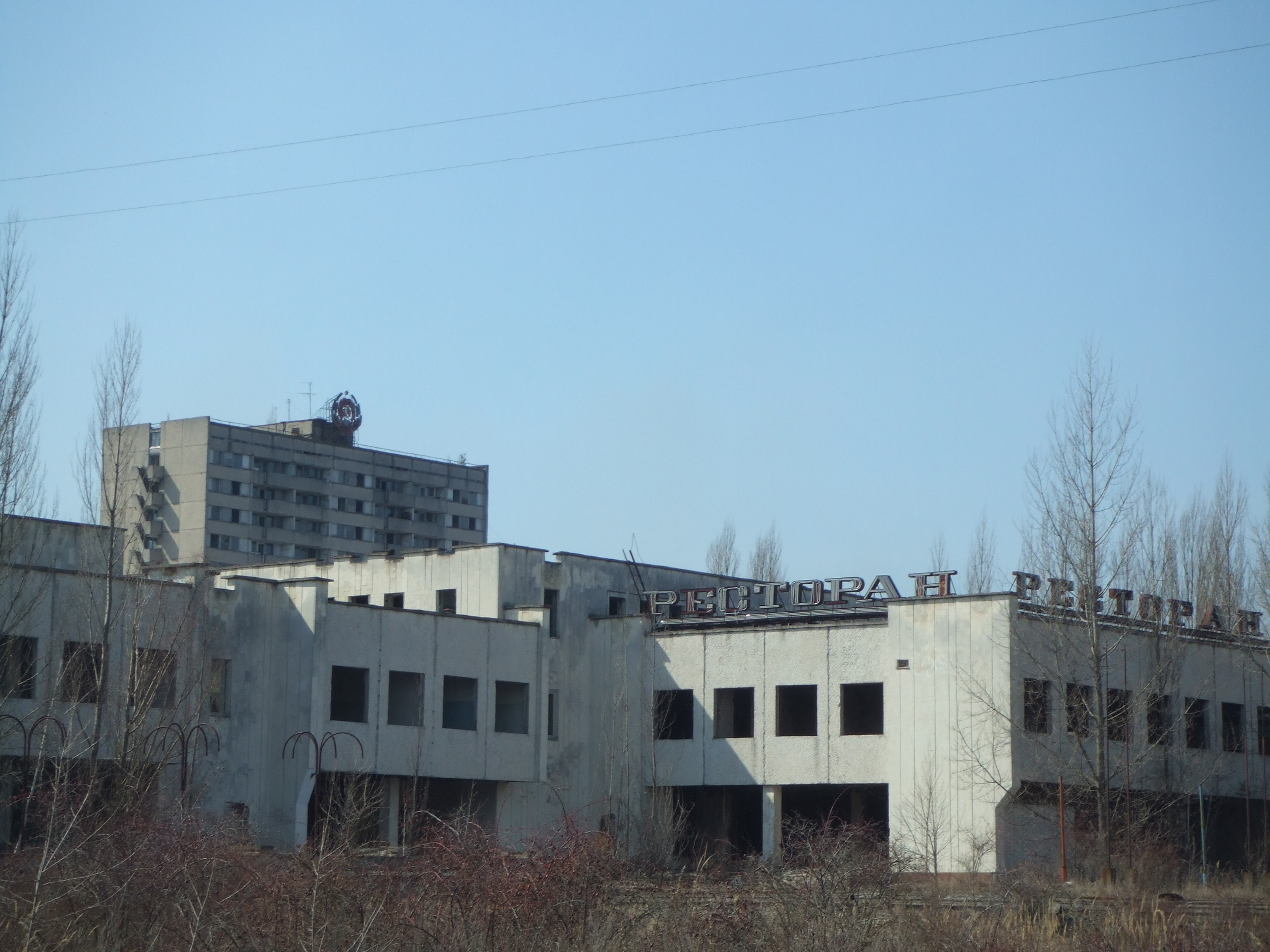
Restaurante
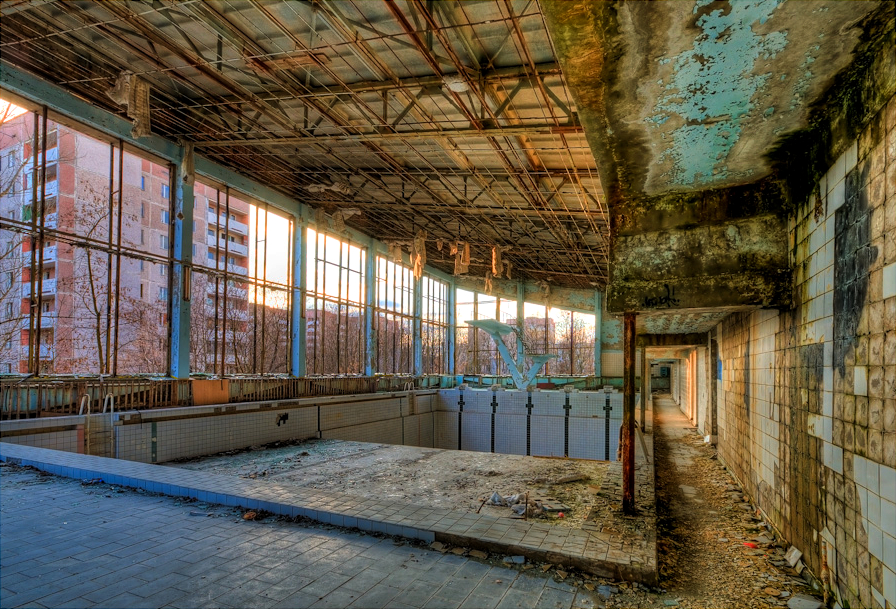
Piscina
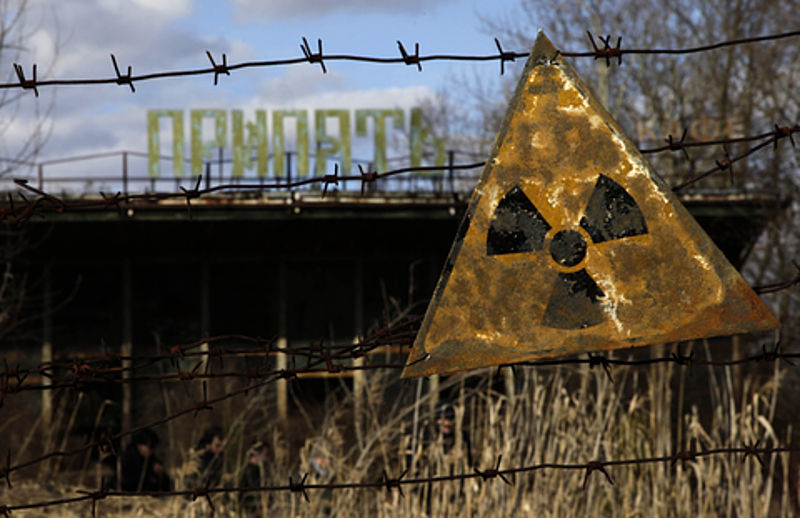
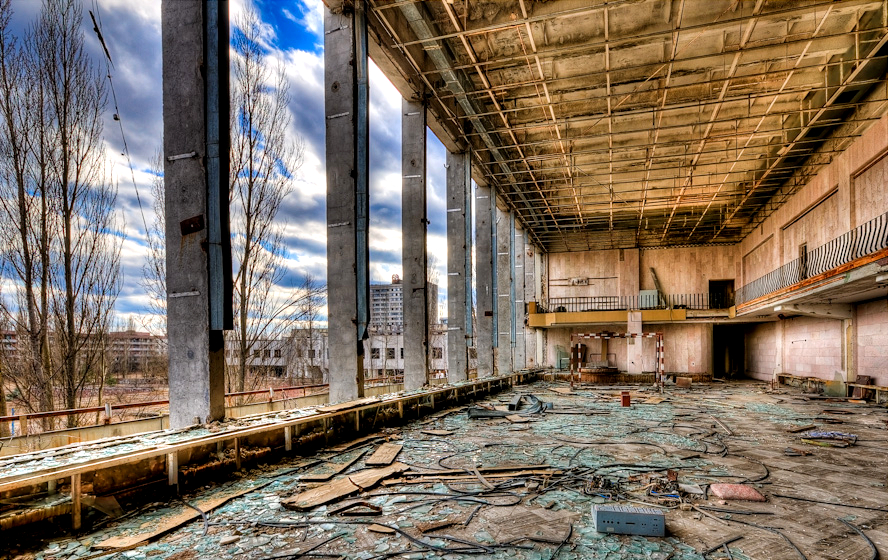
Centro de recreação
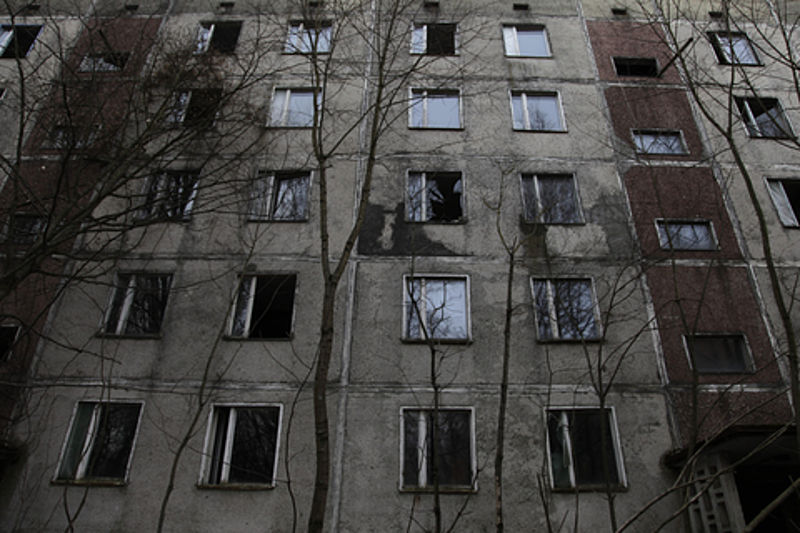
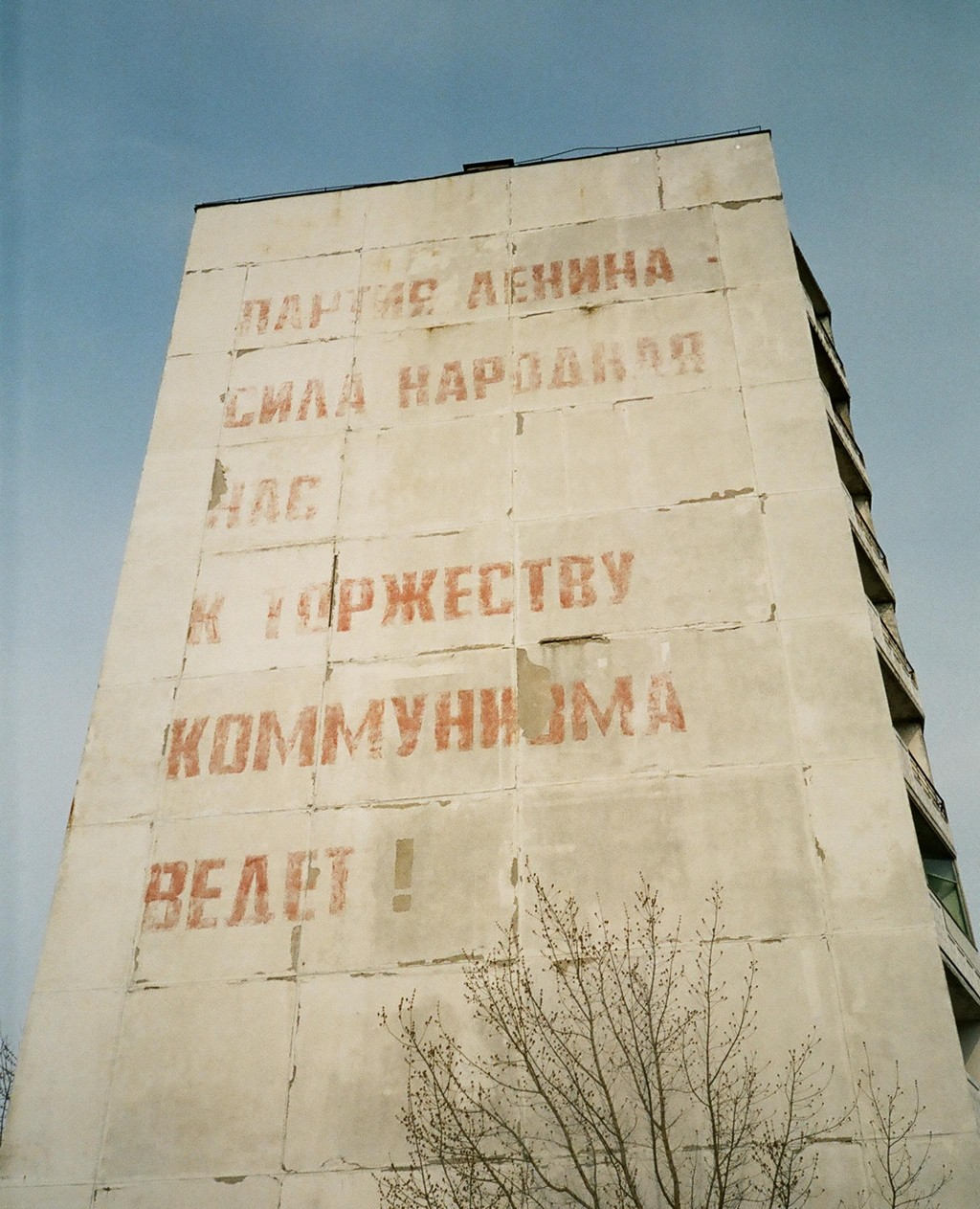
Edifício, com palavras do hino nacional
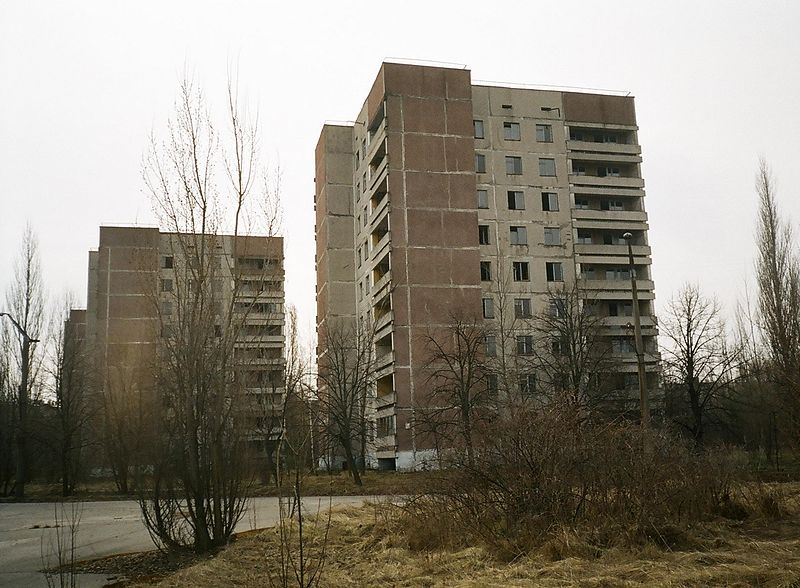